# ジェームズ・W・スコッチドープル
ジェームズ・W・スコッチドープル（James W. Skotchdopole, 1933年1月31日 - ）は、アメリカ合衆国の映画プロデューサー、助監督である。2014年の映画『バードマン あるいは（無知がもたらす予期せぬ奇跡）』でプロデューサーの1人を務めたことにより第87回アカデミー賞作品賞を獲得した。

## 主なフィルモグラフィ
- ミックス・ナッツ/イブに逢えたら Mixed Nuts (1994) 製作総指揮
- ザ・ファン The Fan (1996) 製作総指揮
- エネミー・オブ・アメリカ Enemy of the State (1998) 製作総指揮
- CIAの男 Company Man (2000) 製作
- スパイ・ゲーム Spy Game (2001) 製作総指揮
- マイ・ボディガード Man on Fire (2004) 製作総指揮
- 奥さまは魔女 Bewitched (2005) 製作総指揮
- 明日の私に着がえたら The Women (2008) 製作総指揮
- サーファーのプライド Surfer, Dude (2008) 製作総指揮
- My Own Love Song (2010) 製作総指揮
- 天使の処刑人 バイオレット&デイジー Violet & Daisy (2011) 製作総指揮
- 噂のギャンブラー Lay the Favorite (2012) 製作総指揮
- アップサイドダウン 重力の恋人 Upside Down (2012) 製作総指揮
- ジャンゴ 繋がれざる者 Django Unchained (2012) 製作総指揮
- バードマン あるいは（無知がもたらす予期せぬ奇跡） Birdman or (The Unexpected Virtue of Ignorance) (2014) 製作
- Accidental Love (2015) 製作総指揮
- レヴェナント: 蘇えりし者 The Revenant (2015) 製作
- ウォー・マシーン: 戦争は話術だ! War Machine (2017) 製作総指揮